# Hank Phillippi Ryan
Pour les articles homonymes, voir Ryan.
Hank Phillippi Ryan, née à Indianapolis, dans l'Indiana, aux États-Unis, est une écrivaine et une reportrice américaine, autrice de roman policier.

## Biographie
Elle fait des études au Western College for Women de Oxford, dans l'Ohio, et à l'International School (en) de Hambourg, en Allemagne.
Elle travaille comme reportrice d'investigation pour la station de télévision WHDH d'Indianapolis en 1975, puis, à partir de l'année suivante, comme journaliste politique, pour WSB-TV d'Atlanta, dans l'État de Géorgie.
En 2007, elle publie son premier roman, Prime Time pour lequel elle est lauréate du prix Agatha du premier roman. Elle remporte à deux reprises, 2013 et 2014, le prix Agatha du meilleur roman avec The Wrong Girl et Truth Be Told et le prix Mary Higgins Clark 2013 pour The Other Woman

## Œuvre

### Romans

#### SérieCharlotte McNally
- Prime Time (2007)
- Face Time (2007)
- Air Time (2009)
- Drive Time (2010)

#### SérieJane Ryland
- The Other Woman (2012)
- The Wrong Girl (2013)
- Truth Be Told (2014)
- What You See (2015)

#### Autres romans
- Trust Me (2018)
- The Murder List (2019)
- The First To Lie (2020)
- Her Perfect Life (2021)
- The House Guest (2023)

### Novellas
- On the House (2012)

### Anthologies éditées
- Writes of Passage (2014) (avec Laurie R. King et Margaret Maron)

## Prix et distinctions

### Prix
- Prix Agatha 2007 du meilleur premier roman pour Prime Time<[1]
- Prix Anthony 2010 de la meilleure nouvelle pour On the House[2]
- Prix Macavity 2010 de la meilleure nouvelle pour On the House[3]
- Prix Agatha 2013 du meilleur roman pour The Wrong Girl[4]
- Prix Mary Higgins Clark 2013 pour The Other Woman[5]
- Prix Agatha 2014 du meilleur roman pour Truth Be Told[4]
- Prix Anthony 2020 du meilleur roman pour The Murder List[6]

### Nominations
- Prix Agatha 2009 du meilleur roman pour Air Time[1]
- Prix Agatha 2010 du meilleur roman pour Drive Time[4]
- Prix Anthony 2010 du meilleur livre de poche original pour Air Time[2]
- Prix Agatha 2012 du meilleur roman pour The Other Woman[4]
- Prix Anthony 2016 du meilleur roman pour What You See[6]
- Prix Agatha 2019 du meilleur roman contemporain pour The Murder List[1]
- Prix Mary Higgins Clark 2020 pour The Murder List[7]
- Prix Macavity 2020 du meilleur roman pour The Murder List[8]
- Prix Mary Higgins Clark 2021 pour The First To Lie[9]
- Prix Anthony 2021 du meilleur roman pour The First To Lie[2]
- Prix Agatha 2021 du meilleur roman contemporain pour Her Perfect Life[1]